# Simon Kinberg

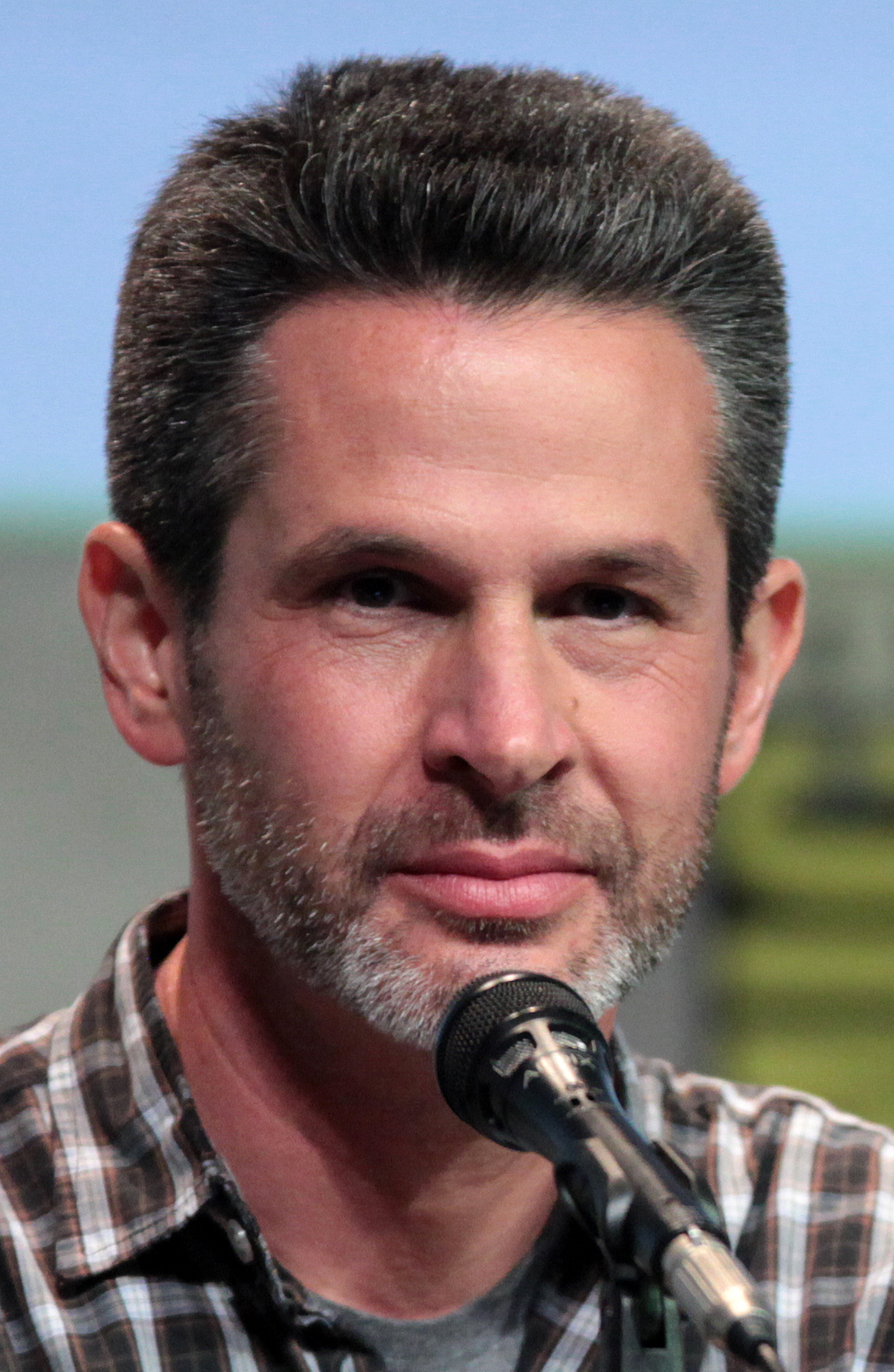
Simon Kinberg auf der Comic-Con (2015)

Simon David Kinberg (* 2. August 1973 in London) ist ein US-amerikanischer Drehbuchautor, Filmproduzent und Regisseur britischer Herkunft. Bekannt ist Kinberg insbesondere als Langzeitproduzent und -Drehbuchautor der X-Men-Filmreihe, die er seit 2005 betreut. In X-Men: Dark Phoenix (2019) führte er erstmals selbst Regie. Außerdem war er einer der Erschaffer, Drehbuchautoren und ausführender Produzenten von Star Wars Rebels.

## Leben
Nach einem Studium an der Brown University in Rhode Island trat Kinberg 2002 erstmals als Drehbuchautor für eine Fernsehproduktion in Erscheinung. 2005 folgte das Drehbuch für den Actionfilm xXx 2 – The Next Level. Im gleichen Jahr entstand basierend auf seinem Drehbuch die Actionfilmkomödie Mr. & Mrs. Smith, die Regie übernahm Doug Liman. 2006 arbeitete er zusammen mit Zak Penn an dem Drehbuch für X-Men: Der letzte Widerstand. Jumper im Jahr 2008 war Kinbergs erster Film, an dem er auch als Produzent beteiligt war.
Als Drehbuchautor war er an den Filmen Sherlock Holmes (2009) und Das gibt Ärger (2012) beteiligt, während er als Produzent X-Men: Erste Entscheidung (2011) mit auf den Weg brachte. Als ausführender Produzent war er 2012 an der Romanverfilmung Abraham Lincoln Vampirjäger beteiligt.
2010 gründete Kinberg das Filmproduktionsunternehmen Genre Films.
Von 2014 bis 2016 war er als regulärer Drehbuchautor und ausführender Produzent (bis 2018) an der von ihm mit erdachten Serie Star Wars Rebels beteiligt. Außerdem war er als kreativer Berater für Star Wars: Das Erwachen der Macht tätig. Von 2016 bis 2019 war er der ausführende Produzent der Politdrama-Serie Designated Survivor. In gleicher Funktion war er auch an Legion beteiligt.
2016 war Kinberg der bestbezahlte Drehbuchautor in Hollywood mit einer Gage von 16 Millionen US-Dollar für die Arbeit an insgesamt zwei X-Men-Drehbücher. Im selben Jahr wurde er aufgrund seiner Arbeit an Deadpool einer der bestbezahlten Produzenten Hollywoods (40 Millionen US-Dollar). Im Jahr 2016 wurde Kinberg vom Branchenmagazin The Hollywood Reporter auf Platz 61 der 100 einflussreichsten Menschen in Hollywood gewählt.
Am 14. Juni 2017 bestätigte 20th Century Fox, dass Kinberg den Regieposten im nächsten regulären X-Men Film, X-Men: Dark Phoenix , übernehmen werde. Für Kinberg ist es somit die erste Regiearbeit bei einem Film. Der Film wurde im Juni 2019 veröffentlicht. Sein zweiter Spielfilm The 355 sollte im Januar 2021 seine Premiere feiern, erschien dann ein Jahr später. 
Im November 2024 wurde bekannt, dass Kinberg von Lucasfilm beauftragt wurde, eine neue Star-Wars-Trilogie zu schreiben, außerdem solle er, gemeinsam mit Kathleen Kennedy, die Produktion übernehmen.

## Auszeichnungen (Auswahl)
Bei der Oscarverleihung 2016 war Kinberg für Der Marsianer – Rettet Mark Watney in der Kategorie Bester Film nominiert. Im gleichen Jahr erhielt er den George Pal Memorial Award. Für das Drehbuch von Fantastic Four war er zudem für die Goldene Himbeere nominiert.

## Filmografie (Auswahl)
Als Regisseur
- 2019: X-Men: Dark Phoenix
- 2022: The 355

Als Drehbuchautor
- 2005: xXx 2 – The Next Level (xXx: State of the Union)
- 2005: Mr. & Mrs. Smith
- 2006: X-Men: Der letzte Widerstand (X-Men: The Last Stand)
- 2008: Jumper
- 2009: Sherlock Holmes
- 2012: Das gibt Ärger (This Means War)
- 2014: X-Men: Zukunft ist Vergangenheit (X-Men: Days of Future Past)
- 2014–2018: Star Wars Rebels (Fernsehserie)
- 2015: Fantastic Four
- 2016: X-Men: Apocalypse
- 2019: X-Men: Dark Phoenix
- 2019–2020: The Twilight Zone (Fernsehserie)
- 2021: Infiltration (Fernsehserie)
- 2022: The 355

Als Produzent
- 2008: Jumper
- 2011: X-Men: Erste Entscheidung (X-Men: First Class)
- 2012: Das gibt Ärger (This Means War)
- 2013: Elysium
- 2014: X-Men: Zukunft ist Vergangenheit (X-Men: Days of Future Past)
- 2014: Let’s be Cops – Die Party Bullen (Let’s Be Cops)
- 2015: Cinderella
- 2015: Chappie
- 2015: Fantastic Four
- 2015: Der Marsianer – Rettet Mark Watney (The Martian)
- 2016: Deadpool
- 2016: X-Men: Apocalypse
- 2017: Logan – The Wolverine (Logan)
- 2017: Mord im Orient Express (Murder on the Orient Express)
- 2018: Deadpool 2
- 2019: X-Men: Dark Phoenix
- 2020: The New Mutants
- 2022: The 355
- 2023: A Haunting in Venice
- 2024: Lift

Als Executive Producer
- 2012: Abraham Lincoln Vampirjäger (Abraham Lincoln: Vampire Hunter)
- 2014–2018: Star Wars Rebels (Fernsehserie)
- 2016–2019: Designated Survivor (Fernsehserie)
- 2017–2019: Legion (Fernsehserie)
- 2017–2019: The Gifted (Fernsehserie)
- 2019–2020: The Twilight Zone (Fernsehserie)
- 2022: Tod auf dem Nil (Death on the Nile)